# Europamästerskapen i friidrott 2024 – Damernas 20 kilometer gång
Damernas 20 kilometer gång vid europamästerskapen i friidrott 2024 avgjordes den 7 juni 2024 på Olympiastadion i Rom i Italien.
Guldet togs av italienska Antonella Palmisano efter ett lopp på 1 timme, 28 minuter och 8 sekunder. Silvret togs av Palmisanos landsmaninna Valentina Trapletti och bronset togs av ukrainska Ljudmyla Oljanovska.

## Rekord
| Rekord inför EM 2024 | Rekord inför EM 2024   | Rekord inför EM 2024 | Rekord inför EM 2024 | Rekord inför EM 2024 |
| -------------------- | ---------------------- | -------------------- | -------------------- | -------------------- |
| Världsrekord         | Yang Jiayu (CHN)       | 1:23.49              | Huangshan, Kina      | 20 mars 2021         |
| Europarekord         | Vera Sokolova (RUS)    | 1:25.08              | Sotji, Ryssland      | 26 februari 2011     |
| Mästerskapsrekord    | María Pérez (ESP)      | 1:26.36              | Berlin, Tyskland     | 11 augusti 2018      |
| Världsårsbästa       | Elvira Chepareva (RUS) | 1:24:31              | Sotji, Ryssland      | 27 februari 2024     |
| Europaårsbästa       | Elvira Chepareva (RUS) | 1:24:31              | Sotji, Ryssland      | 27 februari 2024     |

## Program
Alla tider är lokal tid (UTC+1)
| Datum       | Tid   | Omgång |
| ----------- | ----- | ------ |
| 7 juni 2024 | 18:35 | Final  |

## Resultat
Loppet startade 18:35.
| Placering | Namn                    | Nationalitet | Tid     | Noteringar |
| --------- | ----------------------- | ------------ | ------- | ---------- |
| 1         | Antonella Palmisano     | Italien      | 1:28.08 |            |
| 2         | Valentina Trapletti     | Italien      | 1:28.37 | 0PB0       |
| 3         | Ljudmyla Oljanovska     | Ukraina      | 1:28.48 | 0SB0       |
| 4         | Laura García-Caro       | Spanien      | 1:28.48 |            |
| 5         | Camille Moutard         | Frankrike    | 1:28.55 | 0PB0       |
| 6         | Cristina Montesinos     | Spanien      | 1:29.07 |            |
| 7         | Clémence Beretta        | Frankrike    | 1:29.37 |            |
| 8         | Pauline Stey            | Frankrike    | 1:29.54 |            |
| 9         | Raquel González         | Spanien      | 1:30.05 |            |
| 10        | Olena Sobtjuk           | Ukraina      | 1:31.47 | 0SB0       |
| 11        | Eliška Martínková       | Tjeckien     | 1:31.58 |            |
| 12        | Olga Chojecka           | Polen        | 1:32.34 |            |
| 13        | Marija Sacharuk         | Ukraina      | 1:32.39 |            |
| 14        | Rita Récsei             | Ungern       | 1:32.54 |            |
| 15        | Eleonora Anna Giorgi    | Italien      | 1:33.29 |            |
| 16        | Antigoni Ntrismpioti    | Grekland     | 1:33.38 | 0SB0       |
| 17        | Vitória Oliveira        | Portugal     | 1:33.39 |            |
| 18        | Saskia Feige            | Tyskland     | 1:33.57 | 0SB0       |
| 19        | Panagiota Tsinopoulou   | Grekland     | 1:34.12 |            |
| 20        | Mária Katerinka Czaková | Slovakien    | 1:34.32 |            |
| 21        | Hana Burzalová          | Slovakien    | 1:34.43 |            |
| 22        | Kyriaki Filtisakou      | Grekland     | 1:34.45 |            |
| 23        | Carolina Costa          | Portugal     | 1:37.01 |            |
| 24        | Austėja Kavaliauskaitė  | Litauen      | 1:37.14 |            |
| 25        | Inês Mendes             | Portugal     | 1:37.23 |            |
| 26        | Viktória Madarász       | Ungern       | 1:37.43 |            |
| 27        | Ema Hačundová           | Slovakien    | 1:39.18 |            |
| 28        | Maria Diana Lătărețu    | Rumänien     | 1:39.22 |            |
| 29        | Brigita Virbalytė       | Litauen      | 1:40.14 |            |
| 30        | Tiziana Spiller         | Ungern       | 1:43.55 |            |
| 31        | Monika Vaiciukevičiūtė  | Litauen      | 1:52.02 |            |
| 32        | Meryem Bekmez           | Turkiet      | 0DNF0   | 0DNF0      |
| 33        | Christina Papadopoulou  | Grekland     | 0DSQ0   | 0DSQ0      |
| 33        | Katarzyna Zdziebło      | Polen        | 0DSQ0   | 0DSQ0      |
| 33        | Ayşe Tekdal             | Turkiet      | 0DSQ0   | 0DSQ0      |